# Famille Le Dentu
La famille Le Dentu est une famille française originaire de Haute-Normandie. 
Elle a donné deux branches au XIXe siècle : l'une en Guadeloupe à Basse-Terre, l'autre en Russie à Saint-Pétersbourg.

## Liens de filiation entre les personnalités notoires
- Jean Le Dentu du Tourillon, bourgeois du Havre. Il épouse en 1658 Françoise Du Val.
  - Alexandre Le Dentu (vers 1666) épouse Françoise Séminel.
    - Pierre Le Dentu épouse en 1710 Marie Jeanne Pisieux.
      - Jean Alexandre Le Dentu (Le Havre, 1716 - ) épouse en 1742 Marie Magdeleine Coignet.
        - François Salomon Le Dentu (Le Havre, 1751 - 1786), capitaine de navire, armateur. Il épouse en 1777 Marie Anne Adèle Cauchon, à Basse-Terre (Guadeloupe).
          - Jean Alexandre Le Dentu (1781-1841), négociant. Il épouse Marie-Anne Polixène Bonodet de Foix.
            - Charles Antoine Salomon Papa Charles Le Dentu (1801-1885), avocat, maire de Basse-Terre. Il épouse Clélia Françoise Catherine Emilie Pédémonte.
              - Jean François Auguste Le Dentu (Basse-Terre, 1841 - Paris, 1926), chirurgien. Il épouse Adrienne Bonnet.
              - Anne Charlotte Adolphe Le Dentu, dite Annette (1845-1929) épouse Jean César Paul Dormoy
                - Marie Pauline Françoise  Dormoy (Basse-Terre, 1864 - Paris 1948) épouse en 1884 à Capesterre-Belle-Eau, Amédée Léger.
                  - Alexis Léger dit Saint-John Perse (1887-1975).

              - Emmanuel Emile Salomon Le Dentu (Basse-Terre, 1851 - 1926), maire de Basse-Terre. Il épouse Louise Huc.
                - Jean Emmanuel René Le Dentu (Capesterre-Belle-Eau, 1881 - 1959), médecin colonial. Il épouse Yvonne Clarac.
                  - José Le Dentu (Tananarive, 1917 - Monaco, 1996), avocat, cinq fois champion de France de bridge. Il épouse Solange Delahaye.

  - Jacques Le Dentu (1668- ) épouse Françoise Heuzé.
    - Jean Le Dentu (1705 - Étretat, 1737) épouse en 1710 Catherine Houël, à Étretat.
      - Pierre Le Dentu (1725)
        - Pierre René Le Dentu (Paris, 1753 - Saint-Petersbourg, 1822), commerçant, collectionneur de peintures. Il épouse en 1804 en Russie,  Marie-Cécile dite Maria Petrovna Wable.
          - Camille Le Dentu (1808-1840). Elle épouse le décabriste Vassili Ivachev.
          - Eugène dit Evgueni Petrovitch Le Dentu (Saint-Petersbourg, 1813 - ?), ingénieur. Il épouse en 1837, Klavdia Ivanovna Okorokov.
            - Vassili Evguenievitch voire Victor Le Dentu (1838-1902). Il épouse en Russie Varvara Alexandrovna.
              - Vassili Vassilievitch Le Dentu (Saint-Petersbourg, 1864 - 1897), médecin. Il épouse Zinaïda Samoïlovna Savostianov.
                - Mikhaïl Vassilievitch Le Dentu (1891-1917), artiste peintre.

## Pour approfondir